# 卵叶女贞
卵叶女贞（学名：Ligustrum ovalifolium）为木犀科女贞属的植物。分布在日本以及中国大陆的中国等地，目前已由人工引种栽培。